# Larry Lee Grismer
Pour les articles homonymes, voir Grismer.
Larry Lee Grismer est un herpétologiste américain, né en 1955.
Après des études à l'université d'État de San Diego, il est diplômé de l'université de Loma Linda. Il est actuellement professeur de biologie à l'université La Sierra.
Après avoir étudié l'herpétofaune de la péninsule de Basse-Californie, il est devenu un spécialiste de l'herpétofaune de l'Asie du Sud-Est.

## Taxons nommés en son honneur
- Crotaphytus grismeri Mcguire, 1994[1]
- Cyrtodactylus grismeri Ngo, 2008[1]
- Cyrtodactylus leegrismeri Chan & Norhayati, 2010[1]
- Dendrelaphis grismeri Vogel & Van Rooijen, 2008

## Quelques taxons décrits
- Acanthosaura bintangensis Wood, Grismer, Grismer, Ahmad, Onn & Bauer, 2009
- Acanthosaura cardamomensis Wood, Grismer, Grismer, Neang, Chav & Holden, 2010
- Acanthosaura titiwangsaensis Wood, Grismer, Grismer, Ahmad, Onn & Bauer, 2009
- Ansonia endauensis Grismer, 2006
- Ansonia jeetsukumarani Wood, Grismer, Ahmad & Senawi, 2008
- Ansonia latiffi Wood, Grismer, Ahmad & Senawi, 2008
- Ansonia latirostra Grismer, 2006
- Calamaria ingeri Grismer, Kaiser & Yaakob, 2004
- Chiromantis samkosensis Grismer, Thy, Chav & Holden, 2007
- Cnemaspis aurantiacopes Grismer & Ngo, 2007
- Cnemaspis baueri Das & Grismer, 2003
- Cnemaspis bayuensis Grismer, Grismer, Wood & Chan, 2008
- Cnemaspis biocellata Grismer, Chan, Nasir & Sumontha, 2008
- Cnemaspis caudanivea Grismer & Ngo, 2007
- Cnemaspis chanardi Grismer, Sumontha, Cota, Grismer, Wood, Pauwels & Kunya, 2010
- Cnemaspis flavigaster Chan & Grismer, 2008
- Cnemaspis harimau Chan, Grismer, Anuar, Quah, Muin, Savage, Grismer, Ahmad, Remigio & Greer, 2010
- Cnemaspis huaseesom Grismer, Sumontha, Cota, Grismer, Wood, Pauwels & Kunya, 2010
- Cnemaspis kamolnorranathi Grismer, Sumontha, Cota, Grismer, Wood, Pauwels & Kunya, 2010
- Cnemaspis karsticola Grismer, Grismer, Wood & Chan, 2008
- Cnemaspis laoensis Grismer, 2010
- Cnemaspis limi Das & Grismer, 2003
- Cnemaspis mcguirei Grismer, Grismer, Wood & Chan, 2008
- Cnemaspis monachorum Grismer, Ahmad, Chan, Belabut, Muin, Wood & Grismer, 2009
- Cnemaspis narathiwatensis Grismer, Sumontha, Cota, Grismer, Wood, Pauwels & Kunya, 2010
- Cnemaspis neangthyi Grismer, Grismer & Chav, 2010
- Cnemaspis niyomwanae Grismer, Sumontha, Cota, Grismer, Wood, Pauwels & Kunya, 2010
- Cnemaspis nuicamensis Grismer & Ngo, 2007
- Cnemaspis paripari Grismer & Onn, 2009
- Cnemaspis pemanggilensis Grismer & Das, 2006
- Cnemaspis perhentianensis Grismer & Chan, 2008
- Cnemaspis pseudomcguirei Grismer, Ahmad, Chan, Belabut, Muin, Wood & Grismer, 2009
- Cnemaspis psychedelica Grismer, Ngo & Grismer, 2010
- Cnemaspis punctatonuchalis Grismer, Sumontha, Cota, Grismer, Wood, Pauwels & Kunya, 2010
- Cnemaspis roticanai Grismer & Onn, 2010
- Cnemaspis shahruli Grismer, Chan, Quah, Muin, Savage, Grismer, Ahmad, Greer & Remigio, 2010
- Cnemaspis tucdupensis Grismer & Ngo, 2007
- Cnemaspis vandeventeri Grismer, Sumontha, Cota, Grismer, Wood, Pauwels & Kunya, 2010
- Coleonyx switaki gypsicolus Grismer & Ottley, 1988
- Cyrtodactylus astrum Grismer, Wood, Quah, Anuar, Muin, Sumontha, Ahmad, Bauer, Wangkulangkul, Grismer & Pauwels, 2012
- Cyrtodactylus aurensis Grismer, 2005
- Cyrtodactylus australotitiwangsaensis Grismer, Wood, Quah, Anuar, Muin, Sumontha, Ahmad, Bauer, Wangkulangkul, Grismer & Pauwels, 2012
- Cyrtodactylus batucolus Grismer, Chan, Grismer, Wood & Belabut, 2008
- Cyrtodactylus bichnganae Grismer, Chan, Grismer, Wood & Belabut, 2008
- Cyrtodactylus bintangrendah Grismer, Wood, Quah, Anuar, Muin, Sumontha, Ahmad, Bauer, Wangkulangkul, Grismer & Pauwels, 2012
- Cyrtodactylus bintangtinggi Grismer, Wood, Quah, Anuar, Muin, Sumontha, Ahmad, Bauer, Wangkulangkul, Grismer & Pauwels, 2012
- Cyrtodactylus durio Grismer, Anuar, Quah, Muin, Onn, Grismer & Ahmad, 2010
- Cyrtodactylus hontreensis Ngo, Grismer & Grismer, 2008
- Cyrtodactylus jarakensis Grismer, Chan, Grismer, Wood & Belabut, 2008
- Cyrtodactylus langkawiensis Grismer, Wood, Quah, Anuar, Muin, Sumontha, Ahmad, Bauer, Wangkulangkul, Grismer & Pauwels, 2012
- Cyrtodactylus lekaguli Grismer, Wood, Quah, Anuar, Muin, Sumontha, Ahmad, Bauer, Wangkulangkul, Grismer & Pauwels, 2012
- Cyrtodactylus macrotuberculatus Grismer & Ahmad, 2008
- Cyrtodactylus majulah Grismer, Wood & Lim, 2012
- Cyrtodactylus pantiensis Grismer, Chan, Grismer, Wood & Belabut, 2008
- Cyrtodactylus payacola Johnson, Quah, Anuar, Muin, Wood, Grismer, Greer, Onn, Ahmad, Bauer & Grismer, 2012
- Cyrtodactylus phuketensis Sumontha, Pauwels, Kunya, Nitikul, Samphanthamit & Grismer, 2012
- Cyrtodactylus phuquocensis Ngo, Grismer & Grismer, 2010
- Cyrtodactylus semenanjungensis Grismer & Leong, 2005
- Cyrtodactylus seribuatensis Youmans & Grismer, 2006
- Cyrtodactylus tebuensis Grismer, Anuar, Muin, Quah & Wood, 2013
- Cyrtodactylus thochuensis Ngo & Grismer, 2012
- Cyrtodactylus trilatofasciatus Grismer, Wood, Quah, Anuar, Muin, Sumontha, Ahmad, Bauer, Wangkulangkul, Grismer & Pauwels, 2012
- Dibamus dalaiensis Neang, Holden, Eastoe, Seng, Ith & Grismer, 2011
- Dibamus tiomanensis Diaz, Leong, Grismer & Yaakob, 2004
- Elgaria velazquezi Grismer & Hollingsworth, 2001
- Gastrophrynoides immaculatus Chan, Grismer, Norhayati & Daicus, 2009
- Gongylosoma mukutense Grismer, Das & Leong, 2003
- Goniurosaurus araneus Grismer, Viets & Boyle, 1999
- Goniurosaurus bawanglingensis Grismer, Shi, Orlov & Ananjeva, 2002
- Goniurosaurus luii Grismer, Viets & Boyle, 1999
- Goniurosaurus toyamai Grismer, Ota & Tanaka, 1994
- Ingerophrynus gollum Grismer, 2007
- Kalophrynus tiomanensis Onn, Grismer & Grismer, 2011
- Larutia penangensis Grismer, Huat, Siler, Chan, Wood, Grismer, Sah & Ahmad, 2011
- Leiolepis ngovantrii Grismer & Grismer, 2010
- Leptolalax kajangensis Grismer, Grismer & Youmans, 2004
- Oligodon booliati Leong & Grismer, 2004
- Oligodon kampucheaensis Neang, Grismer & Daltry, 2012
- Rhacophorus norhayatii Onn & Grismer, 2010
- Rhinocheilus lecontei etheridgei Grismer, 1990
- Sphenomorphus bukitensis Grismer, 2007
- Sphenomorphus ishaki Grismer, 2006
- Sphenomorphus langkawiensis Grismer, 2008
- Sphenomorphus perhentianensis Grismer, Wood & Grismer, 2009
- Sphenomorphus sibuensis Grismer, 2006
- Sphenomorphus temengorensis Grismer, Ahmad & Onn, 2009
- Trimeresurus buniana Grismer, Grismer & Mcguire, 2006
- Trimeresurus honsonensis (Grismer, Ngo & Grismer, 2008)
- Uta encantadae Grismer, 1994
- Uta lowei Grismer, 1994
- Uta tumidarostra Grismer, 1994
- Xantusia gracilis Grismer & Galvan, 1986